# Haut-commissariat du Pakistan en Inde
Le haut-commissariat du Pakistan en Inde (en hindi: पाकिस्तानी उच्चायोग) est l'unique mission diplomatique du Pakistan en Inde. Il a pour objectif de maintenir des relations diplomatiques entre l'Inde et le Pakistan avec la remise de visas et de documents pakistanais.

## Statut
Le haut commissariat du Pakistan en Inde est depuis 2017 Sohail Mahmood, avec pour adjoint Syed Haider Shah

### Incidents
Le haut-commissariat est attaqué par des manifestants en 2013. En 2018, le haut-commissaire est victime d'harcèlements de la part de représentants indiens et quitte le territoire, menant à une plainte auprès des autorités indiennes. Ces dernières témoignent de la même situation pour leur commissaire situé à Islamabad.